# Klaus Hackert
Klaus Hackert (* 10. Februar 1938 in Heilbronn; † 13. Juni 2022) war ein deutscher Gas- und Wasserinstallateurmeister, Handwerksfunktionär und Kommunalpolitiker (CDU).

## Leben
Klaus Hackert absolvierte eine Lehre als Flaschner und Installateur im elterlichen Betrieb, der Hackert GmbH & Co. in Heilbronn. Nachdem er den Meisterbrief erworben hatte, wurde er 1967 Teilhaber des Geschäfts und führte es von 1973 bis 2004. Seitdem führt sein Sohn Ralf den Betrieb, Klaus Hackert half nur noch stundenweise im Büro aus, wenn es dringend erforderlich war.
Ab 1969 war Klaus Hackert ehrenamtlich in zahlreichen berufsständischen Gremien des Handwerks tätig. Er war von 1969 bis 1978 Obermeister der Innung Sanitär-Heizung-Klima Heilbronn, 1970 bis 1977 stellvertretender Kreishandwerksmeister, 1972 bis 1978 Vorstandsmitglied des Fachverbandes Sanitär-Heizung-Klima Baden-Württemberg, ab 1974 Vorstandsmitglied und 1977 bis 2004 Präsident der Handwerkskammer Heilbronn.
Von 1994 bis 2004 war Klaus Hackert Mitglied im Vorstand des Deutschen Handwerkskammertages, von 1996 bis 2004 zudem Vizepräsident des Zentralverbandes des Deutschen Handwerks. Auf Landesebene war er 1995 bis 2005 Präsident des Baden-Württembergischen Handwerkstags und stellvertretender Vorsitzender der Arbeitsgemeinschaft der Handwerkskammern in Baden-Württemberg. Von 1979 bis 2005 war er Mitglied des Rundfunkrats des SDR und später des SWR.
In den Jahren 2004 und 2005 zog Klaus Hackert sich aus allen Ehrenämtern zurück mit Ausnahme der Kommunalpolitik. Von 1975 bis 2019 gehörte er für die CDU dem Heilbronner Gemeinderat an und war 1980 bis 1989 stellvertretender Fraktionsvorsitzender.

## Privates
Aus Klaus Hackerts Ehe mit seiner Frau Inge gingen vier Kinder hervor, darunter der Sohn Ralf, der seit 2004 das elterliche Geschäft weiterführt.

## Auszeichnungen
Klaus Hackert erhielt 1987 das Handwerkszeichen in Gold. Die Stadt Heilbronn ehrte ihn 1988 mit ihrer Goldenen Münze und 2008 mit dem Ehrenring der Stadt Heilbronn. Das Bundesverdienstkreuz erhielt er 1994 in der Ausführung 1. Klasse und erneut 2005 als Großes Bundesverdienstkreuz. Für Verdienste um das Land Baden-Württemberg ehrte ihn 1998 der Ministerpräsident mit der Staufermedaille. 2001 erhielt er zudem die Wirtschaftsmedaille des Landes Baden-Württemberg, 2003 den Goldenen Ehrenring der Handwerkskammer Heilbronn-Franken, 2005 das Goldene Verdienstabzeichen des Städtetages Baden-Württemberg. 2004 ernannte ihn die Handwerkskammer Heilbronn-Franken zum Ehrenpräsidenten.